# Cinquantenaire

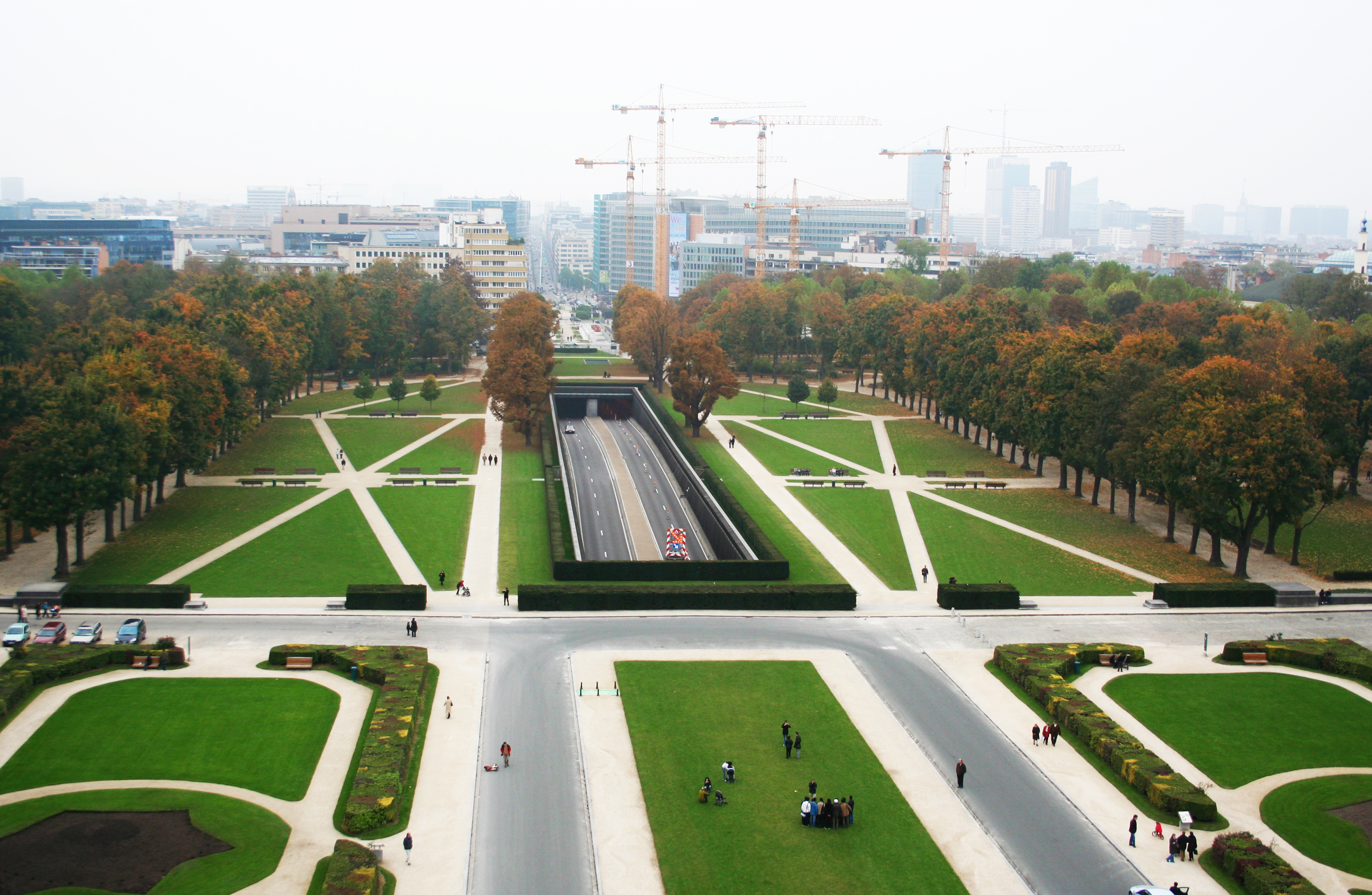
Park du Cinquantenaire (część zachodnia) z widoczną otwartą częścią tunelu Belliard

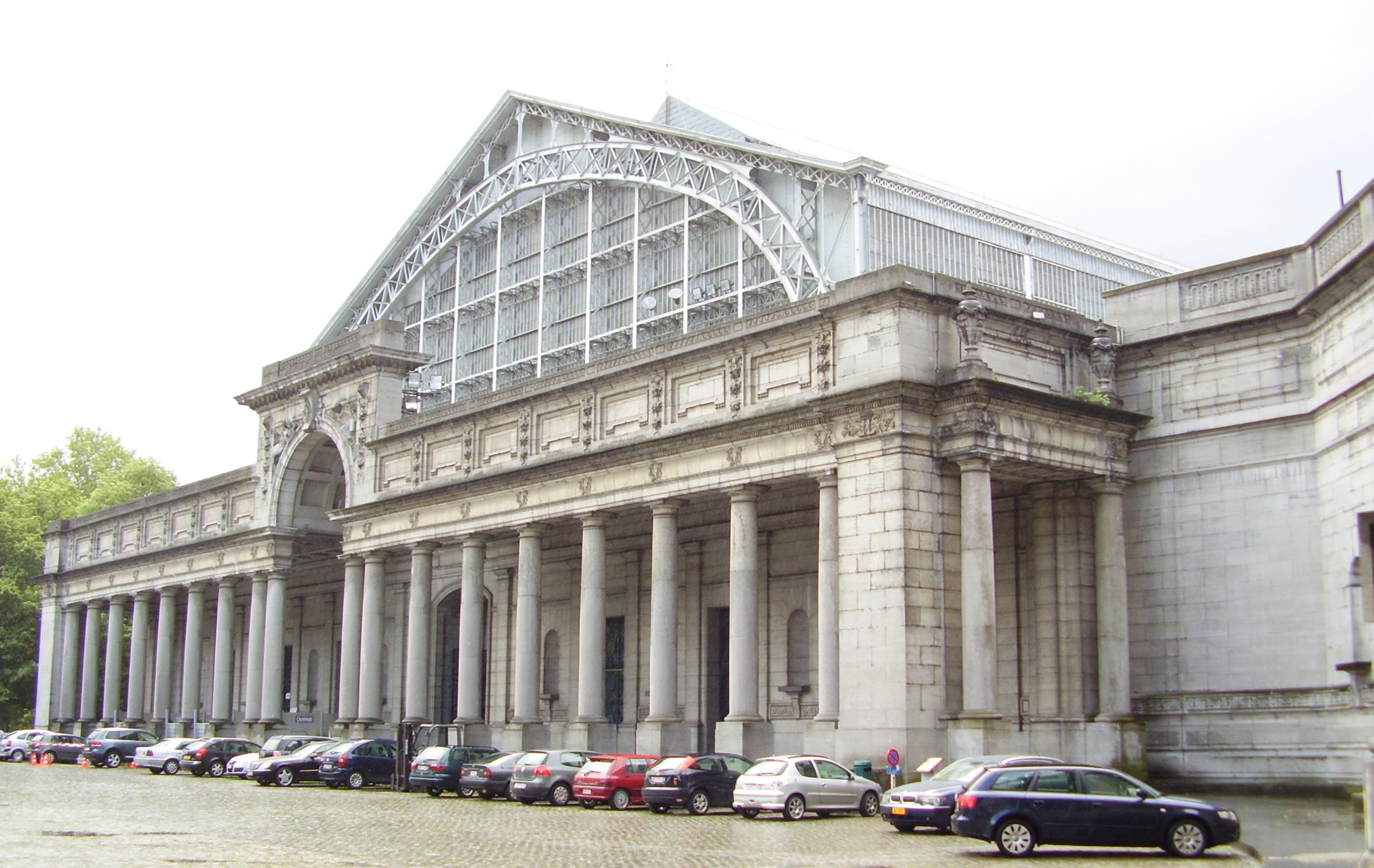
Hala południowa – Autoworld

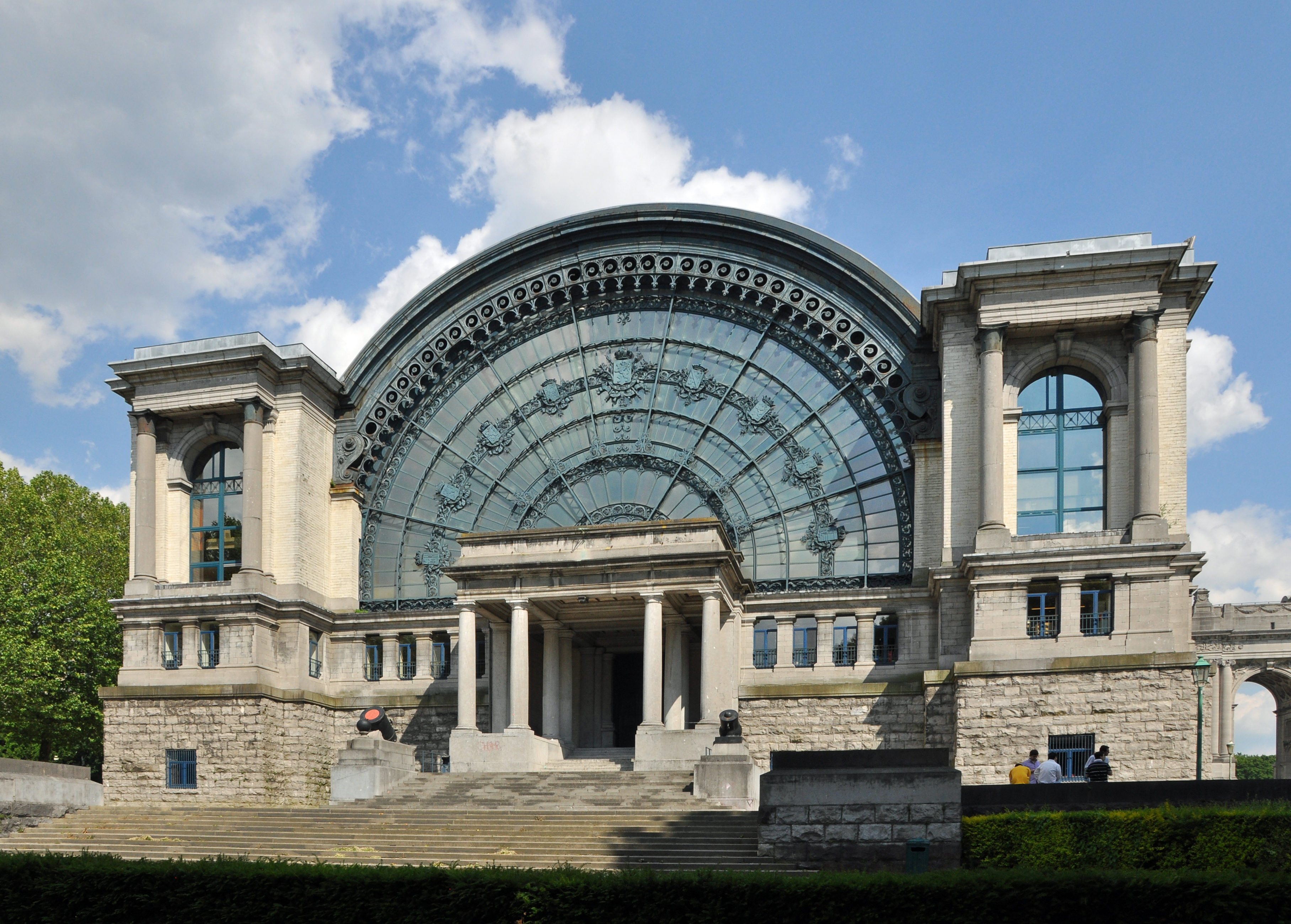
Hala północna

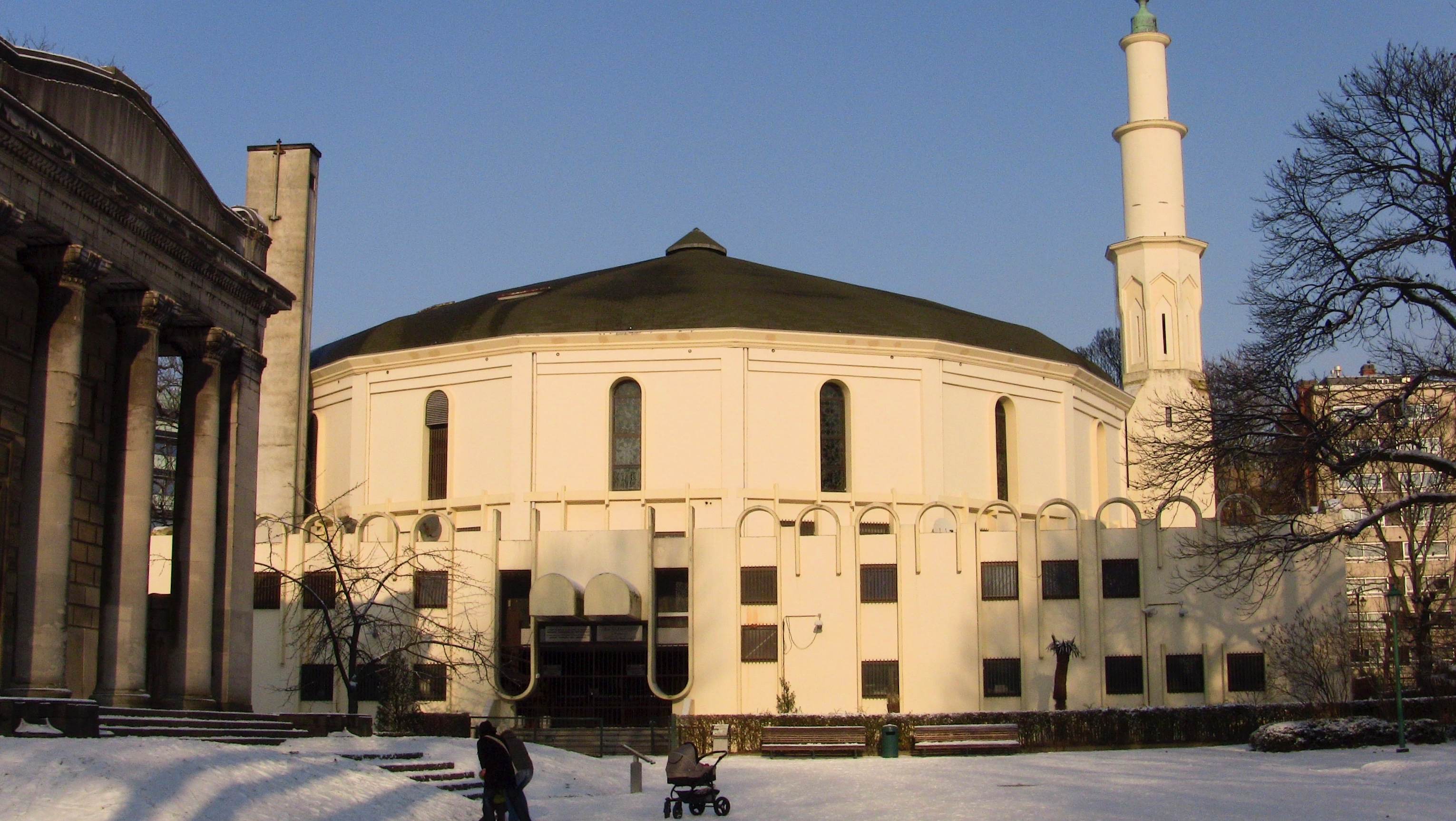
Wielki Meczet

Parc du Cinquantenaire lub nid. Jubelpark – duży park miejski (30 ha) w Brukseli w obrębie ulic Avenue de la Joyeuse Entrée, Avenue de la Renaissance, Avenue de l’Yser, Avenue des Gaulois i Avenue des Nerviens.

## Położenie
Park zajmuje 30 ha we wschodniej części centrum Brukseli, na terenie gmin Bruksela i Etterbeek, w obrębie ulic Avenue de la Joyeuse Entrée, Avenue de la Renaissance, Avenue de l’Yser, Avenue des Gaulois i Avenue des Nerviens. W części zachodniej przebiega otwarta część tunelu Belliard zbudowanego w 1970 roku.

## Historia
W XIX wieku, w latach 1853–1875, tereny obecnego parku służyły jako plac manewrowy. W 1880 roku w Brukseli urządzono wystawę krajową z okazji 50-lecia niepodległości Belgii i na jej potrzeby zajęto tereny wojskowe (12 ha). Budowie kompleksu wystawienniczego patronował król Belgów Leopold II Koburg (1835–1909), a nad jego wzniesieniem czuwał belgijski architekt Gédéon Bordiau (1832–1904). Kompleks miał zostać wkomponowany w park, który zaprojektował Louis Fuchs.
Projekt Bordiau zakładał powstanie kompleksu złożonego z dwóch pawilonów połączonych półkolistą kolumnadą i pojedynczym łukiem triumfalnym na przedłużeniu ulicy Roi de la Loi; w południowym pawilonie miały odbywać się wystawy czasowe, a w północnym – stałe. Z uwagi na problemy finansowe kompleks nie został ukończony na czas – powstała hala ze stali i szkła, a tymczasowy łuk został wzniesiony z drewna i cementu. Wystawa odbyła się częściowo w pawilonach tymczasowych.
W 1888 roku w mieście urządzono kolejną wystawę Le Grand Concours international des Sciences et de l’Industrie i na jej potrzeby poszerzono teren wystawienniczy i parkowy Cinquantenaire. Park nazwano Parc du Cinquantenaire. Pomimo kolejnej wystawy i wsparcia króla kompleks Bordiau pozostał nieukończony z braku środków finansowych. Udało się wówczas ukończyć jedynie kolumnadę.
W 1897 roku Bruksela gościła wystawę światową. Próby ukończenia kompleksu na czas wystawy nie powiodły się z powodu ponownych trudności finansowych. Wystawa odbyła się w dwóch lokalizacjach: w parku Cinquantenaire i parku Tervuren, a parki połączyła nowo wybudowana Avenue de Tervuren.
W 1905 roku z okazji 75-lecia niepodległości Belgii Leopold II sfinansował ukończenie łuku Bordiau. Po śmierci Bordiau w 1904 roku pieczę nad kompleksem i budową łuku przejął Charles Girault (1851–1932), który zmienił pierwotny projekt i wzniósł łuk potrójny. W 1910 roku wzniesiono łączniki pomiędzy halami a kolumnadą – kompleks Bordiau został ukończony.
Współcześnie w dawnych halach wystawienniczych mieszczą się trzy muzea: Królewskie Muzeum Sił Zbrojnych i Historii Militarnej (fr. Musée Royal de l’Armée et d’Histoire Militaire (MRA); nid. Koninklijk Museum van het Leger en de Krijgsgeschiedenis) w hali wystawienniczej, Muzeum Motoryzacji w hali południowej oraz Muzeum Cinquantenaire, część Królewskiego Muzeum Sztuki i Historii.
W parku organizowane są różne uroczystości, targi i przedstawienia, m.in. letnie kino drive-in oraz start i meta brukselskiego półmaratonu. Park należy do rządu federalnego Belgii.

## Architektura
- Łuk triumfalny – potrójny łuk triumfalny wzniesiony w 1905 roku z inicjatywy króla Belgów Leopolda II dla upiększenia miasta[6]; projekt Gédéona Bordiau (1832–1904), zmieniony przez Charles’a Giraulta (1851–1932)[6]; łuk wieńczy kwadryga powożona przez kobietę trzymającą flagę narodową, personifikującą Brabancję[6]  – Brabancja wznosząca flagę narodową, Jules Lagae (1862–1931) i Thomas Vinçotte (1850–1925)[3]
- Wielki Meczet – dawny budynek wzniesiony z okazji wystawy światowej przez Ernesta Van Humbeecka, by przedstawić panoramę Nilu i Kairu – Le Caire et les bords du Nil – namalowaną przez Émile Wauters w latach 1880–1881[7]. Przebudowany w latach 70. XX wieku według planów tunezyjskiego architekta Boubakera Mongiego na potrzeby meczetu i centrum kultury islamskiej[7]. Przebudowany gmach został oddany do użytku w 1978 roku[7]
- Pawilon Horty-Lambeaux – pawilon zaprojektowany w 1889 roku przez Victora Hortę (1869–1947), by przedstawić ogromny relief Passiones humaines dłuta Jefa Lambeaux (1852–1908)[8]. Pawilon został zamknięty trzy dni po otwarciu z powodu powszechnego zgorszenia i oburzenia władz i mieszkańców Brukseli wywołanego sposobem przedstawienia nagości[8]
- Pomnik belgijskich pionierów w Kongo – pomnik projektu Thomasa Vinçotte’a (1850–1925) wzniesiony w 1921 roku, by upamiętnić kolonizację Konga Belgijskiego[9]
- Pomnik Alberta Thysa – pomnik projektu Thomasa Vinçotte’a (1850–1925), wykonany przez Fransa Huygelena (1878–1940), wzniesiony w 1926 roku[10]
- Tour Beyaert – wieża w stylu neogotyckim wykonana przez Henriego Beyaerta w 1880[11]

## Sztuka
- Le Faucheur (pol. Żniwiarz) – rzeźba z brązu, Constantin Meunier (1831–1905), 1892[12]
- Les bâtisseurs de villes – rzeźba z brązu, Charles-Pierre Van der Stappen, 1893[13]
- Le dogue d’Ulm – rzeźba z brązu, Jean-Baptiste Van Heffen (1840–1890), 1896
- Samson lançant des renards dans les champs des Philistins – rzeźba z kamienia, Jean-Baptiste Van Heffen (1840–1890), 1878
- Popiersie Roberta Schumana – rzeźba z kamienia, Nat Neujean (ur. 1923), 1987
- Alegorie czterech pór roku:
  - Le printemps – rzeźba z kamienia, Henri Puvrez (1893–1971), 1958
  - L’été  – rzeźba z kamienia, Jean Canneel, 1943
  - L’automne – rzeźba z kamienia, Gustave Fontaine, 1950
  - L’hiver – rzeźba z kamienia, Oscar Jespers (1887–1970), 1950

## Pomniki przyrody
Na terenie parku znajduje się wiele drzew, które są pomnikami przyrody, m.in.:
| Nazwa                   | Nazwa łacińska         | Obwód w cm |
| ----------------------- | ---------------------- | ---------- |
| Kasztanowiec zwyczajny  | Aesculus hippocastanum | 460        |
| Robinia akacjowa        | Robinia pseudoacacia   | 340        |
| Buk zwyczajny           | Fagus sylvatica        | 305        |
| Klon jawor              | Acer pseudoplatanus    | 270        |
| Klon srebrzysty         | Acer saccharinum       | 250        |
| Dąb burgundzki          | Quercus cerris         | 211        |
| Jesion amerykański      | Fraxinus americana     | 210        |
| Glediczja trójcierniowa | Gleditsia triacanthos  | 210        |
| Olsza                   | Alnus cordata          | 174        |